# فرودگاه سنت گئورگس د لو یپوک
فرودگاه سنت گئورگس د لو یپوک (به انگلیسی: Saint-Georges-de-l'Oyapock Airport) یک فرودگاه همگانی با کد یاتا OYP است که یک باند فرود بتن دارد و طول باند آن ۱۲۰۰ متر است. این فرودگاه در کشور گویان فرانسه قرار دارد و در ارتفاع ۱۱ متری از سطح دریا واقع شده است.